# Wilk indyjski
Wilk indyjski (Canis indica) – gatunek drapieżnego ssaka z rodziny psowatych (Canidae). Do niedawna uważany za podgatunek wilka szarego, występuje na pustynnych i półpustynnych obszarach Indii. Niewielki, szczupły o czerwonawej, płowej lub płowożółtej sierści i długich uszach.
Ostatnie badania genetyczne mtDNA dowodzą, że wilk indyjski reprezentuje odrębny gatunek, który najprawdopodobniej wywodzi się od wilka himalajskiego. Ich linie ewolucyjne rozeszły się prawdopodobnie około 400 tys. lat temu podczas izolacji na stepowych częściach płw. Dekan. (Genome Biology, 2003). Zagrożony z powodu mieszania się ze zdziczałymi psami, utratą siedlisk i polowaniami. Populacja liczy około 2-3 tys. osobników.